# Cerkev Santa Maria do Olival
Cerkev Santa Maria do Olival (portugalsko Igreja de Santa Maria dos Olivais)) je rimskokatoliška cerkev v mestu Tomar na Portugalskem. Cerkev je od leta 1910 označena kot nacionalni spomenik.

## Zgodovina
Prvotni tempelj je okoli leta 1160 ustanovil Gualdim Pais, mojster reda, na mestu, kjer je prej stal samostan benediktinskega reda, ki ga je v 7. stoletju ukazal zgraditi São Frutuoso, nadškof v Bragi. To območje je bilo del starodavnega rimskega mesta Sélio, kar so potrdila izkopavanja v bližini te cerkve, ki so odkrila temelje in strukture starodavnih stavb in ulic. Nedaleč od tam je bil najden stari mestni forum. Cerkev in njena okolica sta služili kot nekropola za brate reda, sam Gualdim Pais pa je bil pokopan znotraj templja, v grobnici iz leta 1195, od katere je ostal le nagrobni napis.
V drugi polovici 13. stoletja, med vladavino Alfonza III., je bila prvotna cerkev obsežno prenovljena in se je umaknila sedanji gotski stavbi. Od začetne romanske poteze so ostala le okrogla obokana vrata na severni fasadi. Novi tempelj je postal referenca za portugalsko beraško gotsko arhitekturo, saj je služil kot prototip za več župnijskih, samostanskih in katedralnih cerkva od severa do juga države. Po izumrtju reda (1314) je cerkev postala sedež novoustanovljenega Kristusovega reda in ohranila svojo pogrebno funkcijo.
Velik pomen cerkve v srednjem veku dokazuje obstoj papeške bule, sprejete v templjarskem obdobju, ki je ta tempelj postavila pod neposredno odvisnost papeža in Svetega sedeža, izven jurisdikcije katere koli škofije.
Kasneje, z dvema bulama, eno od papeža Nikolaja V. (1454) in drugo od papeža Kalista III. (13. marca 1455), je bil Kristusov red podeljen ali zavezan k vzpostavitvi duhovnih pravic nad vsemi deželami, ki jih je zasedla Kraljevina Portugalska, kot ozemlja nullius diocesis, zaradi česar je ta Sé matrika vseh matičnih cerkva na ozemljih v Aziji, Afriki in Ameriki, dobilo čast stolnice in škofije. Intenzivno sodelovanje Kristusovega reda pri portugalskih odkritjih temu dejstvu ni bilo tuje.
V 16. stoletju, v času vladavine Manuela I. in Ivana III., so bila izvedena popravila in prezidave, ki so privedle do izgradnje oboka in prekladnega okna zakristije, galerije na jugu, prižnice, manieristične kapele na južni strani in renesančne grobnice Dioga Pinheira, prvega funchalskega škofa — usmrčenega leta 1528 in pripisanega João de Ruão. Med to gradbeno fazo, ki jo je vodil Frei António de Moniz e Silva, so bile uničene grobnice in epigrafi templjarskih mojstrov in Kristusovega reda, le štirim so prizanesli.
V 17. stoletju so na južni strani kapel namestili plošče, ki bodo v 19. stoletju med obnovitvenimi deli uničene. Dela v prvi polovici 20. stoletja so bila namenjena povrnitvi gotskega videza cerkve, s prenovo kamnoseštva na glavnem oltarju in velike rozete na glavni fasadi. Sodobno okno, ki je obstajalo nad transeptnim lokom, je nadomestilo rožno okno, primitivna romanska vrata na severni fasadi pa so bila odstranjena. Tudi pri tem posegu so v stranskih kapelah prezidali v prejšnjem stoletju odstranjene zidane oltarje s ploščnimi.
Na levi stranski ladji, pred kapelo s kipom »Device Marije«, je plošča z vklesanimi grbi dveh (2) družin, katerih obledel latinski napis se glasi, takoj pod grbom, »T.DA.CUNHA« kar nakazuje, da je bila ena od oseb, pokopanih pod njim, sorodnik slavnega poveljnika Tristão da Cunha.«

## Lastnosti
Cerkev, ki kliče Marijino vnebovzetje, je markantno delo beraške gotske arhitekture, ki predstavlja tudi nekaj značilnih elementov renesanse in manierizma.
Glavna fasada ima tri korpuse, ki določajo ladje. Osrednje telo vključuje dvokapni zatrep s štirimi koničastimi arhivolti, ki počivajo na stebrih, nad njim pa stoji veličastna rozeta z dvanajstimi trilisti. Na zatrepu, ki obdaja portal, je vgraviran pentagram. V stranskih delih, ločenih od osrednjega z dvema pilastroma, sta dve reži s trikrako preklado. Apsido, obdano z oporniki, prekinjajo visoka okna z rahlo zašiljenim ogejem, ki na široko osvetljujejo glavno kapelo. Južno pročelje ima galerijo v višini ladij, ki jo obkrožajo toskanski stebri. Na cerkvenem dvorišču stoji stolp s srednjeveško osnovo, ki služi kot zvonik, s to posebnostjo, da je ločen od cerkve. Ta stolp je imel sprva funkcijo stražarskega stolpa, ki so ga v času Manuela I. preuredili v zvonik.
Notranjost sestavljajo tri ladje s petimi različno visokimi deli, od katerih je osrednji najvišji. Streha treh ladij je lesena, z lomljenimi arkadami, ki jih podpirajo fasetirani križni stebri brez kapitelov. Na evangeljski strani izstopa prižnica, pritrjena na zadnji steber in sestavljena iz snopa stebrov, ki sloni na kaneliranem korintskem stebru. Pomanjkanje transepta pomeni, da se glavna kapela odpira takoj za ladjo, skozi gotski slavolok, ki ga krona okno, ki se prebija skozi zatrep. Obokano apsido sestavlja dvoprostorni kor, od katerega ima zadnji sedem stranic, ob strani pa je dve pravokotni apsidi. Zakristija je na južni strani prizidana k apsidi in jo obdaja manjši štirioglati stolpič. To poslopje, v katerega se dostopa skozi renesančna vrata, ima končno obokano streho iz 16. stoletja in je osvetljeno z manuelinskim oknom.
Na epistilni strani se odpira pet kapel s kamnitimi loki iz 16. stoletja, popolnoma okroglimi, na pilastrih z jonskimi kapiteli. Kapele so med seboj povezane, osvetljene z ozkimi okni in prekrite z rebrastimi oboki, katerih zaključki so različno ornamentirani. Oltarji, zidani, so pokriti s polikromiranimi ploščicami iz 17. stoletja, razen tistega v tretji kapeli, ki je v pozlačeni rezbariji. V teh kapelah je mogoče občudovati podobe svete Ane, kiparstvo s konca 16. stoletja, svete Marije Magdalene in svetega Blaža.
Glavna kapela, ki ima rebrasto obokan strop, ima dva oltarja, glavni oltar je iz apnenca, drugi pa iz lesa. V tej kapeli lahko občudujete kamnito skulpturo iz 16. stoletja, prikazano na glavnem oltarju, ki predstavlja doječo Marijo, in renesančni obok škofa D. Dioga Pinheira, ki je pod popolnim krožnim lokom, s podstavkom v kasetnem oboku in okras s kerubi na arhivolti. Stranske kapele, do katerih se dostopa skozi lomljene loke, so krite s standardnimi ploščicami in imajo zidane oltarje, katerih čela so prekrita s barvnimi ploščicami.
Nekaj nagrobnikov, ki so raztreseni po vsej cerkvi, je vredno omeniti, in sicer nagrobnika Gualdima Paisa in mestra Lourença Martinsa in nagrobnika maestra Gila Martina, v glavni kapeli, vsi z napisi v gotskih črkah.